# Labigastera nitidula
Labigastera nitidula là một loài ruồi trong họ Tachinidae.